# Carretera de Nebraska 74
La Carretera de Nebraska 74, y abreviada NE 74 (en inglés: Nebraska Highway 74) es una carretera estatal estadounidense ubicada en el estado de Nebraska. La carretera inicia en el Oeste desde la NE 10  en Minden hacia el Este en la NE 15  este de Tobias. La carretera tiene una longitud de 157,2 km (97.71 mi).

## Mantenimiento
Al igual que las autopistas interestatales, y las rutas federales y el resto de carreteras estatales, la Carretera de Nebraska 74 es administrada y mantenida por el Departamento de Carreteras de Nebraska por sus siglas en inglés NDOR.

## Cruces
La Carretera de Nebraska 74 es atravesada principalmente por la  US 281  este de Ayr
 NE 14  este de Fairfield
 US 81  sur de Geneva.